# 蒋垛镇
蒋垛镇，是中华人民共和国江苏省泰州市姜堰区下辖的一个乡镇级行政单位。

## 行政区划
蒋垛镇下辖以下地区：
镇南社区、仲院社区、邱刘村、六港村、蒋北村、高曹新村、孟莲村、许桥村、朱高村、薛港村、许庄村、仲院村、蒋垛村、溪河村、南港村、盐大村、界河村、兴港村和新桥村。